# Strymon phyllodendri
Strymon phyllodendri är en fjärilsart som beskrevs av Elw. Strymon phyllodendri ingår i släktet Strymon och familjen juvelvingar. Inga underarter finns listade i Catalogue of Life.